# Kvirinalski grič
Kvirinalski grič (latinsko Collis Quirinalis, italijansko Quirinale, izgovorjava [kwiriˈnaːle]) je eden od sedmih rimskih gričev, severovzhodno od središča mesta. To je kraj uradnega prebivališča italijanskega predsednika države, ki prebiva v Kvirinalski palači. Po metonimiji je Quirinal kandidiral za italijanskega predsednika. Kvirinalska palača se razprostira na 1,2 milijona kvadratnih metrov.

## Etimologija
Rimskemu griču so ime nadeli Sabinci v čast svojega božanstva Kvirina, katerega ime izhaja iz izraza quiris v pomenu 'kopje', 'sulica'.

## Zgodovina
Prvotno je bil del skupine gričev, ki so vključevali Collis Latiaris, Mucialis (ali Sanqualis), Salutaris. Ti so zdaj izgubljeni zaradi gradnje v 16. stoletju in pozneje. 
Po rimski legendi je bil Kvirinalski grič mesto majhne vasice Sabincev, kjer naj bi po miru med Rimljani in Sabinci živel kralj Tit Tacij. Sabinci so postavili oltarje v čast svojega boga Kvirina (grič se je poimenoval po tem bogu).
Odkrite so grobnice od 8. do 7. stoletja pred našim štetjem, ki potrjujejo verjetno prisotnost naselja Sabincev; na griču je bila grobnica Kvirina, ki jo je Lucij Papirij Kurzor po tretji Samnitski vojni spremenil v tempelj za svoje zmagoslavje. Nekateri avtorji menijo, da so mogoče kult Kapitolske triade (Jove, Minerva, Juno) tukaj častili že veliko prej, preden je postal povezan s Kapitolskim gričem. Tukaj je bilo tudi svetišče Flore, Osko-Sabinske boginje.
Po Liviju je grič prvič postal del rimskega mesta, skupaj s gričem Viminal, v času vladavine Servija Tuliuja, šestega rimskega kralja, v 6. stoletju pred našim štetjem. 
Leta 446 pred našim štetjem je bil na Kvirinalu posvečen tempelj v čast Semo Sancus Dius Fidius in možno je, da je bil ta tempelj postavljen nad ruševinami drugega templja. Tudi Avgust je ukazal zgraditi tempelj, posvečen Marsu. Na pobočju Kvirinala so bili obsežni Salustijevi vrtovi.
Na Kvirinalskem griču je Konstantin I. Veliki ukazal postaviti terme, zadnji kompleks term, postavljen v cesarskem Rimu. Te so zdaj izgubljene, vključene v renesančni Rim, ostalo je le nekaj risb iz 16. stoletja.
V srednjem veku sta bila zgrajena Torre delle Milizie in samostan sv. Petra in Domenica, nad Konstantinovo zgradbo pa so postavili Palazzo Rospigliosi; dva znana kolosalna marmorna kipa "Krotilca konj", na splošno identificirana kot Dioscura s konji, ki so zdaj na Kvirinalskem trgu, sta bila prvotno v tej palači. Kvirinalu so dali srednjeveško ime Monte Cavallo, ki se je obdržalo še v 19. stoletju, ko se je grič z vsemi znamenitostmi spremenil v okviru urbanizacije vse večje prestolnice združene Italije. V isti palači sta bila tudi dva kipa rečnih bogov, ki ju je Michelangelo preselil na stopnice Senatske palače na Kapitolskem griču.
Po politični delitvi središča Rima grič spada med rione (okrožje) Trevi.

## Kvirinalska palača
Kvirinalski grič danes določa Kvirinalska palača, uradno prebivališče predsednika italijanske republike in eden od simbolov države. Pred ukinitvijo italijanske monarhije leta 1946 je bila rezidenca italijanskega kralja, pred letom 1871 pa je bila od nastanka rezidenca papeža.
Zdrav  hladen zrak Kvirinalskega griča je privabljal aristokrate in papeške družine, ki so gradili vile, kjer so bili antični Salustijevi vrtovi. Obisk vile kardinala Luigija d'Este leta 1573 je prepričal papeža Gregorja XIII., da je naslednje leto začel graditi poletno rezidenco na območju, ki je veljala za bolj zdravo kot Vatikanski grič ali Lateran. Njegova arhitekta sta bila Flaminio Ponzio in Ottaviano Nonni, imenovan Mascherino. Pod papežem Sikstom V. sta dela nadaljevala Domenico Fontana (glavno pročelje na trgu) in Carlo Maderno in Gian Lorenzo Bernini za papeža Klemena XII.. Vrtove je zasnoval Maderno. V 18. stoletju je Ferdinand Fuga zgradil dolgo krilo, imenovano Manica Lunga, ki se je raztezalo 360 metrov vzdolž dela Kvirinala. Spredaj je nagnjen Kvirinalski trg (Piazza del Quirinale), kjer je bil par gigantskih rimskih marmorjev Krotilca konj, ki predstavljata Kastorja in Poluksa, najdena v Konstantinovih termah, ponovno postavljena leta 1588. Po Piranesijevem mnenju je bil velik odprt prostor nerazvit. Palača je bila rezidenca papežev do leta 1870, čeprav je Napoleon deportiral tako Pija VI. kot Pija VII. v Francijo in Kvirinal razglasil za cesarsko palačo. Ko se je Rim združil s Kraljevino Italijo, je Kvirinal do leta 1946 postal rezidenca kraljev.
Danes so v palači pisarne in stanovanja predsednika države, na njeni dolgi stranici vzdolž via XX Settembre (tako imenovana Manica Lunga), so stanovanja, ki so opremljena za obisk tujih monarhov ali dostojanstvenikov.
V tej palači je več zbirk, vključno s tapiserijami, slikami, kipi, starimi vozovi (carrozze), urami, pohištvom in porcelanom.
Po Piranesijevem mnenju je na desni strani Palazzo della Sacra Consulta, prvotno vila, zgrajena na ruševinah Konstantinovih term, ki jo je Sikst V. prilagodil kot civilno in kazensko sodišče. Sedanjo fasado je v letih 1732–1734 postavil arhitekt Ferdinando Fuga po naročilu papeža Klemena XII. Corsinija, katerega grb še vedno presega balustrado strehe, po mnenju Piranesija. V njem je nekdaj živelo Mussolinijevo ministrstvo za kolonialne zadeve.

## Druge znamenitosti
Na griču so še drugi pomembni spomeniki in stavbe. Številne, zgrajene v času baroka, odražajo osebne in duhovne težnje močnih lokalnih družin:
- Cerkev Sant'Andrea al Quirinale je zasnoval Gian Lorenzo Bernini (1658-1671) za kardinala Camilla Pamfilija (nečak papeža Inocenca X.); gre za enega najbolj elegantnih primerov baročne arhitekture v Rimu s svojo čudovito notranjostjo iz marmorja, štukatur in pozlačenih okraskov.
- Štirje vodnjaki (Quattro Fontane) s polležečimi rečnimi bogovi (1588–93), ki jih je naročil papež Sikst V.
- Borrominijeva cerkev San Carlo alle Quattro Fontane (ali San Carlino - originalno Chiesa della Santissima Trinità e di San Carlo Borromeo), prvo in zadnje delo tega arhitekta (fasada je bila dokončana po njegovi smrti), in jo je naročil Barberini.
- Piazza in palača Barberini, ki sta ju zgradila Bernini in Maderno, v katerih je zdaj Galleria Nazionale d'Arte Antica.
- Palača Volpi di Misurata, nasproti San Carlina, zgrajena v 18. stoletju.
- Palača Albani del Drago, ki jo je zgradil Domenico Fontana in jo povečal z dodatkom belvedera, Alessandro Specchi za papeža Klemena XI. Albanija; s padcem premoženja kardinala Alessandra Albanija je bila prodana del Drago, ki ga zasedajo še danes.
- Palača Baracchini, zgrajena 1876–83, zdaj je v njej Ministrstvo za obrambo.
- Cerkev San Silvestro al Quirinale, ki je bila prvič opisana okoli 1000, obnovljena v 16. stoletju in preurejena (fasada) v 19. stoletju.
- Papeška univerza svetega Tomaža Akvinskega, Angelicum
- Palača Colonna (17. stoletje) pred Palačo Rospigliosi vsebuje nekaj ostankov Karakalovega templja Serapis
- Palazzo della Consulta gosti danes ustavno sodišče in jo je postavil Ferdinando Fuga za papeža Klemena XII. neposredno nasproti Kvirinalske palače.
- Palazzo Pallavicini-Rospigliosi (17. stoletje), ki sta jo zgradila Giorgio Vasanzio in Carlo Maderno